# Veronica serpyllifolia
Veronica serpyllifolia es una especie del género Veronica.

## Descripción
Es una planta perenne, de 8 a 30 cm de altura muy ramificada, con tallos radicantes que pueden ser ascendentes o rastreros de aspecto piloso. Hojas ovales u ovadas de 8 a 20 por 5 a 13 mm, opuestas y suborbiculares, con margen entero, crenado o dentado y peciolo corto. Las flores surgen en racimos terminales de entre 8 a 25 florecillas de color azul, lila, rosa o blanco con venas azuladas o púrpura con cuatro pétalos levemente soldados en la base. El fruto es una cápsula achatada que contiene unas 20 a 60 semillas parduzcas. La floración ocurre de mayo a agosto.

## Distribución y hábitat
Es oriunda de Europa y su hábitat son las áreas húmedas de prados y bosques. Vive en altitudes de entre 300 a 2400 metros.

## Taxonomía
Nombre común:
- Castellano: ontineta

Sinónimo:
- Veronica alpina subsp. apennina (Tausch) Arcang.
- Veronica apennina Tausch
- Veronica balcanica Velen.
- Veronica humifusa Dicks.
- Veronica repens var. tenella (All.) Vayr.
- Veronica tenella All.